# اسکات ایوانز
اسکات ایوانز (به انگلیسی: Scott Evans) (متولد ۲۱ سپتامبر ۱۹۸۳) بازیگر، آمریکایی است.
علت شهرتش بازی در نقش یک افسر پلیس به نام الیور فیش در سریال شرکت پخش رسانه‌ای آمریکا یک زندگی برای زندگی (به انگلیسی: One Life to Live) است.
او برادر کوچکتر کریس ایوانز است.

## زندگی شخصی
او عاشق تیم بوستون رد ساکس است، او به صورت آشکارا همجنسگرا است.

## فیلم‌شناسی

### فیلم
| سال  | نام                       | نقش          |
| ---- | ------------------------- | ------------ |
| ۲۰۰۹ | استخوان‌های دوست‌داشتنی     | Townsperson  |
| ۲۰۰۹ | اعترافات یک معتاد به خرید | Chad         |
| ۲۰۱۴ | پیش از آنکه برویم         | Concierge    |
| ۲۰۱۴ | بازی آرام نقش             | Blissful boy |
| ۲۰۱۴ | رفتار بد                  |              |
| ۲۰۱۵ | محدوده نزدیک              | Deputy Logan |

### تلویزیون
| سال         | نام                    | نقش                        | یادداشت                           |
| ----------- | ---------------------- | -------------------------- | --------------------------------- |
| ۲۰۰۸–۲۰۱۰   | زندگی برای زندگی       | الیور فیش                  |                                   |
| ۲۰۰۸        | نظم و قانون: قصد جنایی | Woody Sage (Scott Woodley) | Episode: "Betrayed"               |
| ۲۰۰۸        | فرینج                  | Ben                        | Episode: "The Cure"               |
| ۲۰۱۰        | نظم و قانون            | Thomas Moran               | Episode: "Steel-Eyed Death"       |
| ۲۰۱۲, ۲۰۱۳  | یقه سفید               | Dennis Flynn               | 2 episodes                        |
| ۲۰۱۴        | در جستجو               | Cody Heller                | Episode: "Looking for a Plus-One" |
| ۲۰۱۸–تاکنون | گریس و فرانکی          | Oliver                     | Recurring Role                    |